# Михайлівський собор (Севастополь)
Церква св. Михаїла Архістратига (Михайлівський собор)  — побудована у 1848 році архітектором Фандервейде церква, витримана у класичній формі, з романською стилістикою фасаду. З 1889 року — полкова церква 50-го Білостоцького полку, з 1917 — гарнізонна церква Севастопольської фортеці. Була відреставрована у 1971 році. На фасаді церкви знаходяться 24 меморіальні дошки з назвами частин, які брали участь в обороні Севастополя (1854—1855). Під час оборони міста храм виконував функції міського собору. Пам'ятка сакральної архітектури XIX століття.

## Історія

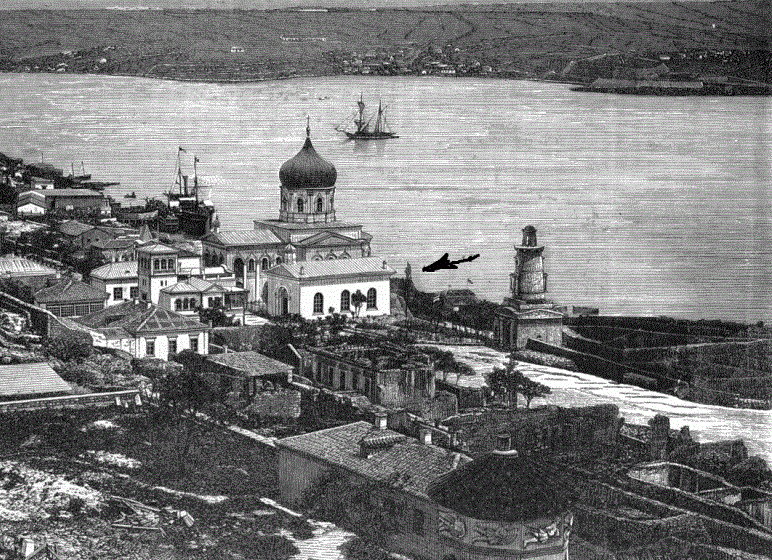
Собор на панорамі міста. Гравюра журналу «Нива», роботи Е. Шмідта, приблизно 1880 рік.

У середині XIX століття населення Севастополя складало 30 тисяч, тому два собори — Свято-Нікольський і Петропавлівський не справлялися з кількістю вірян. Адміралтейський собор у той час неабияк занепав. 1848-го капітан Севастопольського порту контрадмірал Рогуля звернувся з проханням до Михайла Лазарєва з пропозицією будівництва церкви замість однієї з каплиць Севастопольського Адміралтейського собору. Автором проекту, можливо, був інженер-полковник Фандервейде. Існують твердження про креслення, складені інженером штабскапітан Рульовим.
Під час Кримської війни церква стала релігійним центром і оплотом міста. Богослужіння проводилися щодня. Служби відвідували князі Микола і Михайло Миколайович, котрі пожертвували храму позолочену лампаду чеканної роботи. До Миколаївської батареї імператриця надіслала ікону Спасителя і хрест святого Володимира з написом «Цим перемагай». 5 жовтня 1854 року у храмі проводилося відспівування адмірала Володимира Корнілова, 7 березня 1855-го — адмірала Володимира Істоміна, 1 липня — адмірала Павла Нахімова. Під час поховання останнього більшість офіцерів стояла на вулиці через нестачу місця у церкві.
2 серпня 1855 року у храм потрапив снаряд, церкві було завдано великої шкоди, залишки евакуйовані в каземати Миколаївської батареї. У 1857 році відновлення фінансував почесний громадянин Іван Красильников. Але вони стосувалися лише, власне, будівлі, служби були неможливі через відсутність іконостасу та іншого церковного приладдя. Від часу і негоди церква почала руйнуватися.
Через це у 1869 році Цесаревич Великий князь Олександр Олександрович повелів передати церкву з Морського відомства в Інженерне сухопутне для відновлення. Кошторисна вартість відновлення становила 14 000 рублів.
Роботи велися інженером штабс-капітаном Лебедєвим на початку 1870 року. Новий іконостас було замовлено у Одесі, відновлено купол. Ікони створював академік Іван Георгійович Карнєєв (на південній стіні — князь Олександр Невський «в пам'ять князя Олександра Меньшикова» і князь Михайло Чернігівський «в пам'ять князя Михайла Горчакова». На північній стіні — князь Володимир і Св. Апостол Павло «в пам'ять адмірала Володимира Корнілова і адмірала Павла Нахімова»). 24 вересня церква отримала антимінс, у жовтні була освячена. У 1873 році на зруйнованій території біля церкви закладено сквер. Він був обнесений залізною огорожею з воротами. Пізніше на його місці заснований Музей оборони Севастополя.
З 1889 року церква стає полковим храмом 50-го піхотного Белостокського полку. До цього служби проводилися вкрай рідко. Полк опікав подальші роботи в церкві. Полковим священиком у той час був Ігнатій Брянцев. 15 вересня 1903 літургію відвідував Великий Князь Михайло Миколайович. 8 грудня 1904 відвідала церкву Її Величність Королева Еллінів.
Меморіальні дошки з'явилися у 1905 році, до 50-ї річниці оборони міста. Наказ про це видав Великий Князь Михайло Миколайович. Одночасно в церкві проводилися невеликі ремонтні роботи.
За радянської влади у церкві було відкрито читальний зал імені французького комуніста Андре Марті, з 1931 року діяв Будинок санітарної освіти. У 1968 році будівля стала частиною музей, у 1979 році Собор оголошено пам'яткою архітектури. Зі здобуттям Україною незалежності, храм був переданий в оренду Чорноморському флоту Росії. 21 листопада 2002 відслужена перша Божественна літургія, котрі згодом почали проводитися майже кожен день. У 2013 році купол собору відновлено.

## Архітектура
Собор прямокутної форми, а його портал складається з ніш, перекритих арками, що спираються на колони з візантійськими капітелями. Арки обрамлені різьбою та медальйонами з розетками. Церква неодноразово перебудовувалася, але зберегла первісний вигляд. Вона витримана у в класичному стилі. Дах вінчав купол, зруйнований за радянських часів. На сьогодні собор — пам'ятка архітектури національного значення, охоронний номер — 1240.
Сучасні розписи собору датуються 2014 роком. Автором і виконавцем є мінський художник Антон Дайнеко. У вівтарній абсиді в ранньовізантійському стилі написана Євхаристія, а у конхі — Оранта. Триває створення нового іконостасу, 11 дзвонів для церкви були відлиті у Ярославлі.

### Розташування меморіальних дощок

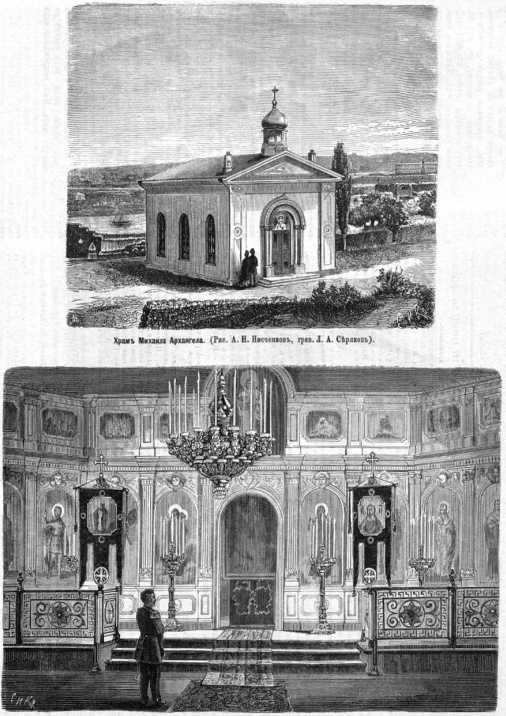
Гравюра собору у журналі «Всемирная Иллюстрация», 1871.

Вільям Сімпсон. Севастополь, Михайлівський собор та Микільський собор, літографія, 1856.

Російською мовою. Дореволюційна орфографія оригіналу не збережена, проте написання розділових знаків збережене.

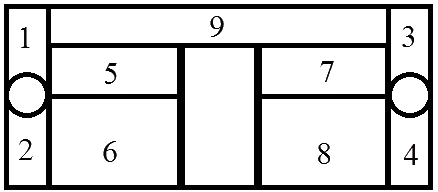
Схема розташування дощок на фасаді

#### 1
- № 4 Ластовый Экипаж
- № 11,12,15,16,17,18, и 19 Рабочие экипажи

#### 2
- Севастопольская инженерная команда
- № 14 и 15 Военно-рабочая роты инженерного ведомства

#### 3
- № 8 и 10 Военно-рабочая роты морской строительной части
- № 28,29 и 30 Портовые роты

#### 4
- № 4 и 8 Лабораторная роты
- № 7 Арсенальная рота
- Госпитальная рота
- Карантинная команда
- № 44,45 и 46 Арестантские роты

#### 5
- 4я дивизия
  - Белозерский, Олонецкий пех. пол.
  - Шлиссельбургский, Ладожский егер. пол.
- 5я дивизия
  - Архангелогородский, Вологодский пех. пол.
  - Костромской, Галицкий егер. пол.
- 6я дивизия
  - Муромский пех. пол.
- 7я дивизия
  - Смоленский, Могилевский пех. пол.
  - Витебский, Полоцкий егер. пол.
- 8я дивизия
  - Черниговский полк гр. Дибича Забалканского
  - Полтавский пех. пол.
  - Алексопольский, Кременчугский егер. пол.

#### 6
- 9я дивизия
  - Елецкий, Севский пех. пол.
  - Брянский егер. ген.-ад. кн. Горчакова пол.
  - Орловский егер. кн. Паскевича пол.
- 10я дивизия
  - Екатеринбургский, Тобольский пех. пол.
  - Томский, Колыванский егер. пол.
- 11я дивизия
  - Селенгинский, Якутский пех. пол.
  - Охотский, Камчатский егер. пол.
- 12я дивизия
  - Азовский, Днепровский пехотный пол.
  - Украинский, Одесский егер. пол.
- 13я дивизия
  - 5е и 6е резервные батальоны Брестского, Белостокского пех. пол.
  - Литовского, Виленского егер. пол.

#### 7
- 14я дивизия
  - Волынский, Минский пех. пол.
  - Подольский, Житомирский егер. пол.
- 14я резервная дивизия
  - Волынский, Минский пех. пол.
- 15я резервная дивизия
  - Модлинский, Прагский пех. пол.
  - Люблинский, Замосцкий егер. пол.
- 16я дивизия
  - Владимирский, Суздальский пех. пол.
  - Углицкий егер., Казанский егер., Е.И.В. В.К.  Михаила Николаевича полк
- 17я дивизия
  - Московский, Бутырский пех. пол.
  - Бородинский егер. Е. И. В. Наследника Цесаревича Тарутинский егер. пол.

#### 8
- 10-й артиллерийской бригады
  - Батарейная № 1 батарея
  - «  » № 2 «  »
  - Легкая № 1 батарея
  - «  » № 2 «  »
- 11-й артиллерийской бригады
  - Легкая № 3 батарея
  - «  » № 4 «  »
  - «  » № 5 «  »

- 12-й артиллерийской бригады
  - Легкая № 7 батарея
  - «  » № 8 «  »
  - «  » № 9 «  »

- 14-й артиллерийской бригады
  - Легкая № 4 батарея
  - «  » № 6 «  »
- 16-й артиллерийской бригады
  - Батарейная № 1 батарея
  - Легкая № 1 «  »
- 17-й артиллерийской бригады
  - Легкая № 4 батарея

#### 9
- Храм Святого Архистратига Михаила бывший гарнизонною церковью во время обороны
- Гарнизон Севастополя во время Обороны 1854—1855
- Флотские экипажи № 29, 30, 31, 32, 33, 34, 35, 36, 37, 38, 39, 40, 41, 42, 43, 44, 45